# Agelenidae
Famille
Les Agelenidae sont une famille d'araignées aranéomorphes.
Cette famille comprend notamment les agélènes et les tégénaires.

## Distribution

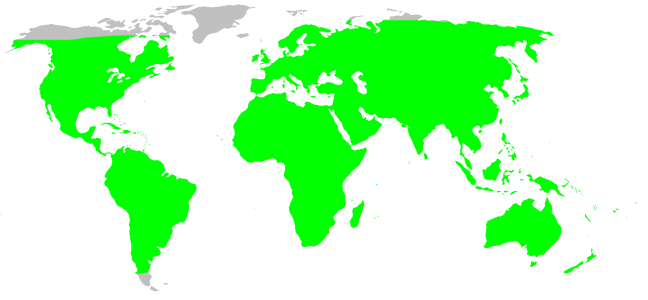
Distribution

Les espèces de cette famille se rencontrent sur tous les continents sauf aux pôles.

## Description

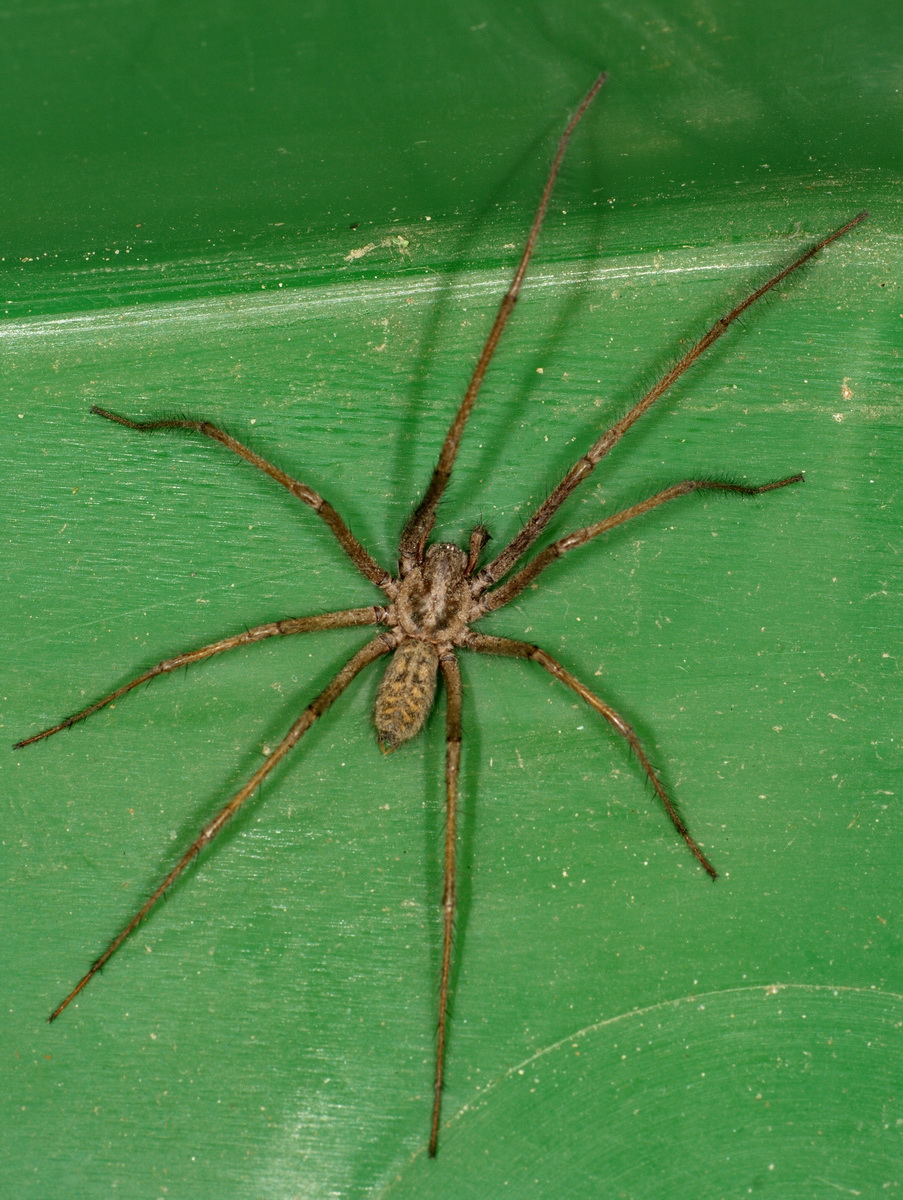
Eratigena atrica

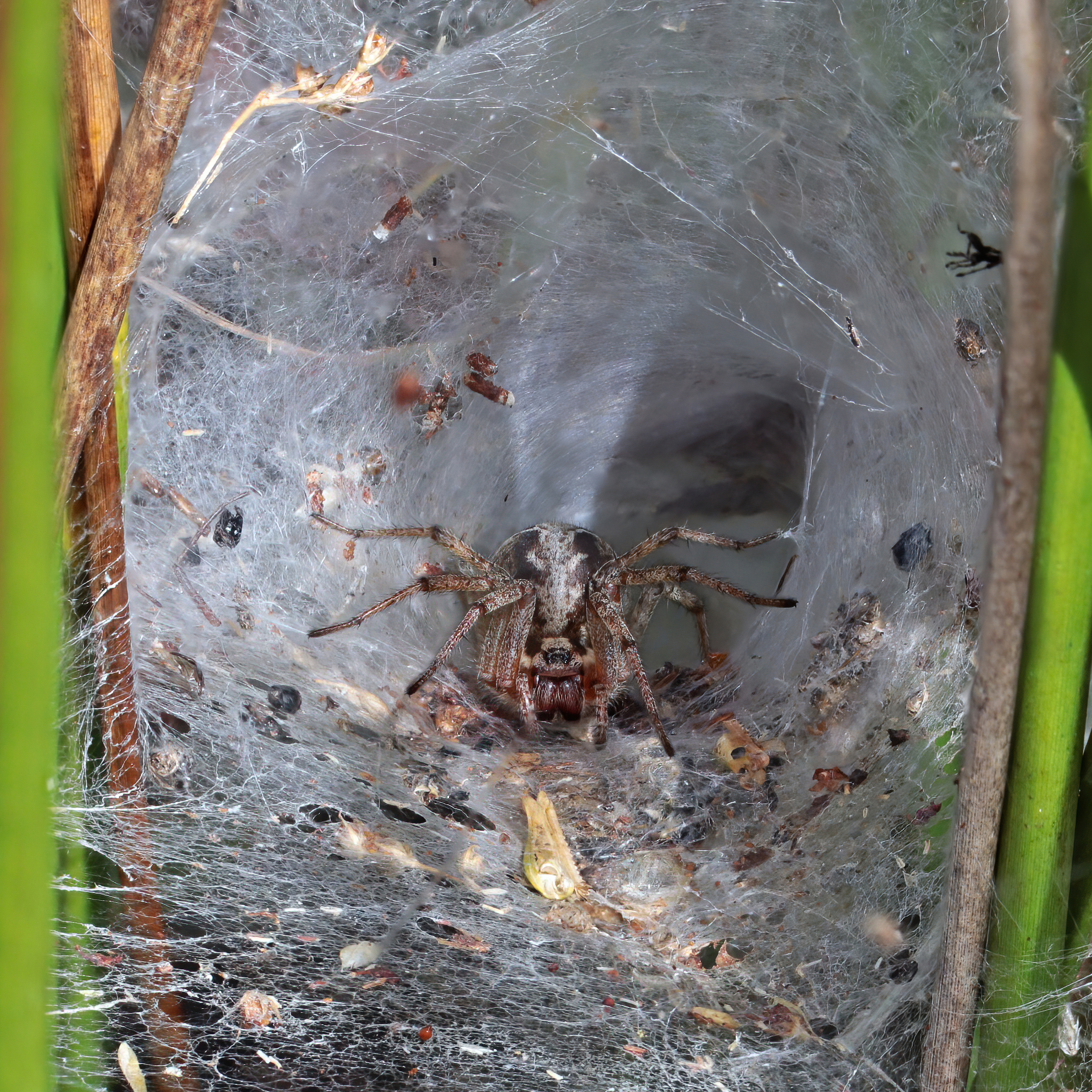
Agélène labyrinthe femelle dans sa toile, vers Dixmude en Belgique. Juillet 2020.

Ce sont des araignées dont les filières postérieures sont longues et possèdent deux articles. Leurs huit yeux sont disposés en deux colonnes,. Elles sont agiles et très rapides. La toile de ces espèces est très repérables en forme de nappe épaisse reliée à un entonnoir, sorte de retraite tubulaire attenant.

## Paléontologie
Cette famille est connue depuis le Paléogène.

## Liste des genres
Selon World Spider Catalog (version 25.5, 15/12/2024) :
- Acutipetala Dankittipakul & Zhang, 2008
- Aeolocoelotes Okumura, 2020
- Agelena Walckenaer, 1805
- Agelenella Lehtinen, 1967
- Agelenopsis Giebel, 1869
- Ageleradix Xu & Li, 2007
- Agelescape Levy, 1996
- Ahua Forster & Wilton, 1973
- Allagelena Zhang, Zhu & Song, 2006
- Alloclubionoides Paik, 1992
- Anatextrix Kaya, Zamani, Yağmur & Marusik, 2023
- Asiascape Zamani & Marusik, 2020
- Aterigena Bolzern, Hänggi & Burckhardt, 2010
- Azerithonica Guseinov, Marusik & Koponen, 2005
- Baiyuerius Zhao, B. Li & S. Li, 2023
- Bajacalilena Maya-Morales & Jiménez, 2017
- Barronopsis Chamberlin & Ivie, 1941
- Benoitia Lehtinen, 1967
- Bifidocoelotes Wang, 2002
- Brignoliolus Ovtchinnikov, 1999
- Cabolena Maya-Morales & Jiménez, 2017
- Calilena Chamberlin & Ivie, 1941
- Callidalena Maya-Morales & Jiménez, 2017
- Coelotes Blackwall, 1841
- Coras Simon, 1898
- Curticoelotes Okumura, 2020
- Dichodactylus Okumura, 2017
- Draconarius Ovtchinnikov, 1999
- Eratigena Bolzern, Burckhardt & Hänggi, 2013
- Femoracoelotes Wang, 2002
- Flexicoelotes Chen, Li & Zhao, 2015
- Gorbiscape Zamani & Marusik, 2020
- Griseidraconarius Okumura, 2020
- Guilotes Zhao & S. Q. Li, 2018
- Hadites Keyserling, 1862
- Hellamalthonica Bosmans, 2023
- Hengconarius Zhao & S. Q. Li, 2018
- Himalcoelotes Wang, 2002
- Histopona Thorell, 1870
- Hoffmannilena Maya-Morales & Jiménez, 2016
- Hololena Chamberlin & Gertsch, 1929
- Huangyuania Song & Li, 1990
- Huka Forster & Wilton, 1973
- Hypocoelotes Nishikawa, 2009
- Inermocoelotes Ovtchinnikov, 1999
- Iwogumoa Kishida, 1955
- Jishiyu Lin & Li, 2023
- Kidugua Lehtinen, 1967
- Lagunella Maya-Morales & Jiménez, 2017
- Leptocoelotes Wang, 2002
- Lineacoelotes Xu, Li & Wang, 2008
- Longicoelotes Wang, 2002
- Lycosoides Lucas, 1846
- Mahura Forster & Wilton, 1973
- Maimuna Lehtinen, 1967
- Malthonica Simon, 1898
- Melpomene O. Pickard-Cambridge, 1898
- Mistaria Lehtinen, 1967
- Neorepukia Forster & Wilton, 1973
- Neotegenaria Roth, 1967
- Neowadotes Alayón, 1995
- Nesiocoelotes Okumura & Zhao, 2022
- Notiocoelotes Wang, Xu & Li, 2008
- Novalena Chamberlin & Ivie, 1942
- Nuconarius Zhao & S. Q. Li, 2018
- Olorunia Lehtinen, 1967
- Oramia Forster, 1964
- Oramiella Forster & Wilton, 1973
- Orumcekia Koçak & Kemal, 2008
- Papiliocoelotes Zhao & Li, 2016
- Paramyro Forster & Wilton, 1973
- Persilena Zamani & Marusik, 2020
- Persiscape Zamani & Marusik, 2020
- Pireneitega Kishida, 1955
- Platocoelotes Wang, 2002
- Porotaka Forster & Wilton, 1973
- Pseudotegenaria Caporiacco, 1934
- Robusticoelotes Wang, 2002
- Rothilena Maya-Morales & Jiménez, 2013
- Rualena Chamberlin & Ivie, 1942
- Sinocoelotes Zhao & Li, 2016
- Sinodraconarius Zhao & S. Q. Li, 2018
- Spiricoelotes Wang, 2002
- Tamgrinia Lehtinen, 1967
- Tararua Forster & Wilton, 1973
- Tegecoelotes Ovtchinnikov, 1999
- Tegenaria Latreille, 1804
- Textrix Sundevall, 1833
- Tikaderia Lehtinen, 1967
- Tonsilla Wang & Yin, 1992
- Tortolena Chamberlin & Ivie, 1941
- Troglocoelotes Zhao & S. Q. Li, 2019
- Tuapoka Forster & Wilton, 1973
- Urocoras Ovtchinnikov, 1999
- Vappolotes Zhao & S. Q. Li, 2019
- Wadotes Chamberlin, 1925
- Yunguirius B. Li, Zhao & S. Q. Li, 2023

Selon World Spider Catalog (version 23.5, 2023) :
- † Inceptor Petrunkevitch, 1942

## Systématique et taxinomie
Cette famille a été décrite par C. L. Koch en 1837.
Elle rassemble 1 418 espèces dans 97 genres actuels.
La famille à laquelle appartient les Coelotinae, le genre Coelotes et ses genres voisins a été discutée, ce sont des Agelenidae pour Miller et al. en 2010 après avoir été placés dans les Amaurobiidae ou les Coelotidae.

## Publication originale
- C. L. Koch, 1837 : Übersicht des Arachnidensystems. Nürnberg, vol. 1, p. 1-39 (texte intégral).